# Романизация BGN/PCGN
Романизация BGN / PCGN — это системы романизации и правил написания латинского алфавита, которые принятые Советом США по географическим названиям (BGN) и Постоянным комитетом по географическим названиям для официального использования в Великобритании (PCGN).
Эти системы были одобрены BGN и PCGN для применения к географическим названиям, но они также использовались для личных имён и текста в США и Великобритании.
Подробная информация обо всех совместно утвержденных системах изложена в публикации Национального агентства геопространственной разведки «Системы и политика романизации» (2012 г.), которая заменила публикацию BGN 1994 г. «Системы романизации и правила правописания латинского алфавита». Системы романизации и правила правописания для разных языков вводились постепенно в течение нескольких лет. Используемый в настоящее время набор доступен на сайте правительства Великобритании. Полный список систем и соглашений BGN/PCGN, охватывающих следующие языки, приведён ниже (дата принятия указана в скобках). Статус «соглашение» относится к системам, которые были созданы властями соответствующих стран, а затем приняты BGN и PCGN.

## Системы
- Романизация BGN / PCGN для адыгейского языка(система 2012 г.)
- Национальная система романизации BGN/PCGN для Афганистана (для пушту и дари, система 2007 г.)
- Романизация амхарского языка BGN / PCGN (система 1967 г.)
- Романизация арабского языка BGN / PCGN (система 1956 г .; BGN 1946 г., PCGN 1956 г.)
- Романизация армянского языка BGN / PCGN (система 1981 г.)
- Романизация аварского языка BGN / PCGN (система 2011 г.)
- Романизация азербайджанской кириллицы в BGN / PCGN (таблица соответствий 2002 г.) — обратите внимание, что правительство Азербайджана отказалось от кириллицы в 1991 г. и приняло для её замены латинский алфавит.
- Романизация BGN / PCGN белуджи (система 2008 г.)
- Романизация BGN / PCGN башкирского языка (соглашение 2007 г.)
- Романизация белорусского языка BGN / PCGN (система 1979 г.)
- Романизация болгарского языка BGN / PCGN (соглашение BGN / PCGN 2013, отражающее официальную болгарскую систему[4].)
- Романизация бирманского языка BGN / PCGN (соглашение 1970 г.)
- Романизация чеченского языка BGN / PCGN (таблица соответствий 2008 г.)
- Романизация китайского языка BGN / PCGN (соглашение 1979 г.) — китайские иероглифы романизированы BGN / PCGN с помощью системы пиньинь .
- Романизация чувашского языка BGN / PCGN (система 2011 г.)
- Романизация дзонгкэ BGN / PCGN (соглашение 2010 г.)
- Романизация грузинского языка BGN / PCGN (соглашение 2009 г.)
- Романизация греческого языка BGN / PCGN (соглашение 1996 г.) — греческий язык романизируется с помощью BGN / PCGN с помощью системы ELOT 743.
- Романизация иврита в BGN / PCGN (соглашение 2018 г.)
- Романизация инуктитут BGN / PCGN (соглашение 2013 г.)
- Романизация BGN/PCGN японской каны (соглашение 2017 г.) — японский язык романизируется с помощью BGN/PCGN с помощью модифицированной системы Хепберна)
- Романизация кабардинского языка BGN / PCGN (система 2011 г.)
- Романизация Карачаево-Балкарского языка BGN / PCGN (таблица соответствий 2008 г.)
- Романизация казахского языка BGN / PCGN (система 1979 г.)
- Романизация кхмерского языка BGN / PCGN (соглашение 1972 г.)
- Латинизация корейского языка BGN/PCGN (Северная Корея) (соглашение BGN/PCGN 1945 г.); корейского языка в Северной Корее — корейский язык романизируется с помощью BGN/PCGN с помощью системы McCune-Reischauer.
- Романизация корейского языка BGN/PCGN (Южная Корея) (соглашение 2011 г.) корейского языка в Южной Корее — корейский язык латинизируется с помощью BGN/PCGN с помощью системы Министерства культуры и туризма (2000 г.).
- Романизация курдского языка BGN / PCGN (система 2007 г.)
- Романизация кыргызского языка BGN / PCGN (система 1979 г.)
- Романизация BGN / PCGN лаосского языка (соглашение 1966 г.)
- Романизация македонского языка BGN / PCGN (соглашение 2013 г.)
- Романизация BGN / PCGN мальдивского языка (соглашение 1988 г., с изменениями 2009 г.)
- Романизация молдавского языка BGN / PCGN (таблица соответствий 2002 г.)
- Романизация BGN / PCGN монгольской кириллицы (система 1964 года; PCGN 1957, BGN 1964)
- Романизация непальского языка BGN / PCGN (соглашение 2011 г.)
- Романизация BGN / PCGN осетинского языка (система 2009 г.)
- Романизация пушту BGN / PCGN (система 1968 г., редакция 2017 г.)
- Романизация персидского языка BGN / PCGN (система 1958 г .; обновлена в 2019 г.)
- Романизация русского языка BGN / PCGN (система 1947 года; BGN 1944, PCGN 1947)
- Романизация русинского языка BGN / PCGN (система 2016 г.)
- Романизация сербского языка BGN / PCGN (кириллица) (таблица соответствий 2005 г.) — сербский язык не романизируется BGN / PCGN; вместо этого используется латиница, соответствующая кириллице.
- Романизация Shan BGN / PCGN (система 2011 г.)
- Романизация современного сирийского языка BGN / PCGN (система 2011 г.)
- Романизация таджикского языка BGN / PCGN (система 1994 г.)
- Романизация татарского языка BGN / PCGN (таблица соответствий 2005 г.)
- Романизация тайского языка BGN / PCGN (соглашение 2002 г.)
- Романизация слова тигринья BGN / PCGN (система 2007 г.)
- Романизация туркменского языка BGN / PCGN (таблица соответствий 2000 г.)
- Романизация удмуртского языка BGN / PCGN (система 2011 г.)
- Романизация украинского языка в BGN / PCGN (соглашение 2019 г.) — см. Латинизация украинского языка.
- Романизация урду BGN / PCGN (система 2007 г.)
- Романизация узбекского языка BGN / PCGN (таблица соответствий 2000 г.)
- Романизация якутского языка BGN / PCGN (система 2012 г.)

В дополнение к системам, описанным выше, BGN/PCGN приняла правила правописания латинского алфавита для языков, использующих латинский алфавит, но использующих буквы, отсутствующие в английском алфавите. Эти соглашения существуют для следующих четырёх языков:
- Романизация Фарерских островов BGN / PCGN (соглашение 1968 г.)
- Романизация немецкого языка BGN / PCGN (соглашение 2000 г.)
- Романизация исландского языка BGN / PCGN (соглашение 1968 г.)
- Романизация северных саамов BGN / PCGN[note 1] (соглашение 1984 г.)

## Рекомендации
1. ↑  Romanization Systems and Policies. National Geospatial-Intelligence Agency (14 мая 2017). Дата обращения: 14 мая 2017. Архивировано 12 июля 2017 года.
2. ↑  US Board on Geographic Names. Romanization Systems and Roman-Script Spelling Conventions. — Defense Mapping Agency, 1994. Архивная копия от 21 июня 2021 на Wayback Machine
3. ↑  Romanization systems — GOV.UK Архивная копия от 27 июня 2014 на Wayback Machine Guidance on the US Board on Geographic Names (BGN)/Permanent Committee on Geographical Names (PCGN) romanization systems.
4. ↑  Romanization system for Bulgarian: BGN/PCGN 2013 System. Архивная копия от 10 февраля 2016 на Wayback Machine National Geospatial-Intelligence Agency, September 2014.